# Sauvillers-Mongival
Sauvillers-Mongival is een gemeente in het Franse departement Somme (regio Hauts-de-France) en telt 191 inwoners (2004). De plaats maakt deel uit van het arrondissement Montdidier.

## Geografie
De oppervlakte van Sauvillers-Mongival bedraagt 5,1 km², de bevolkingsdichtheid is 37,5 inwoners per km².
De onderstaande kaart toont de ligging van Sauvillers-Mongival met de belangrijkste infrastructuur en aangrenzende gemeenten.

## Demografie
Onderstaande figuur toont het verloop van het inwonertal (bron: INSEE-tellingen).